# Bichenows astrild
 Bichenows astrild ( Stizoptera bichenovii synoniemen: Poephila bichenovii en Taeniopygia bichenovii) is een klein, maar door zijn uiterlijk, opvallend vogeltje behorend tot de familie van de prachtvinken (Estrildidae).

## Kenmerken
Schedelkapje, nek en rug zijn grijs. Een apart wit gezichtje, omgeven door een zwarte lijn die loopt van de snavel boven het oog langs, om de wangen heen naar onder de keel een nekband vormend. Keel en borst zijn wit met daartussen nog een zwarte band. De buik is grijsachtig wit. De vleugels zijn bruin-grijs met witte vlekjes.  De romp en de staart zijn zwart. Het mannetje is praktisch gelijk aan het vrouwtje. De totale lengte van Bichenows astrild is 9–10 centimeter.

## Voortplanting
Het vrouwtje legt vier tot zes eieren, die beurtelings door beide seksen worden bebroed. Ook het voeren van de jongen gebeurt door beide seksen. Na ongeveer een maand verlaten de jongen het nest.

## Verspreiding en leefgebied
Deze soort telt twee ondersoorten:
- S. b. annulosa: noordwestelijk en noordelijk Australië.
- S. b. bichenovii: oostelijk Australië.

Het leefgebied bestaat uit half open bos, scrubland, vegetatie langs waterlopen, suikerrietvelden, onkruid langs wegen en ook in  parken en tuinen.

## Status
De grootte van de wereldpopulatie is niet gekwantificeerd. Men veronderstelt dat de soort in aantal stabiel is. Om deze redenen staat Bichenows astrild als niet bedreigd op de Rode Lijst van de IUCN.

## Verzorging als kooivogel
De vogeltjes zijn vrij teer en vergen een goed geacclimatiseerd verblijf met een temperatuur van ten minste 18 °C. Ze moeten gevoederd worden met fijn kanariezaad en gele gierst, graszaad en groenvoer. Daarbij moet vers drinkwater, grit en maagkiezel altijd ter beschikking staan.